# Хьюм, Дональд (аккордеонист)
Дональд Хьюм (англ. Donald Hulme; 17 октября 1940 — 22 апреля 2014) — американский аккордеонист.
Ученик Чарльза Нунцио. В 1959—1961 гг. трижды подряд был признан лучшим на национальном конкурсе аккордеонистов, проводившемся Гильдией аккордеонистов и преподавателей аккордеона (ATG). В 1960 г. занял второе место на Чемпионате мира среди аккордеонистов, в 1961 г. стал его победителем.
В 1972—1976 гг. выступал в дуэте с Ширли Эванс; дуэт гастролировал в США, Австралии и на Дальнем Востоке, выпустил альбом «Величайшие аккордеонисты мира» (англ. The World's Greatest Accordionists).
В 1985 г. в ходе съезда Американской ассоциации аккордеонистов в Орландо исполнил премьеру концерта для аккордеона с оркестром Кармине Копполы.
В дальнейшем карьера Хьюма сошла на нет и свелась к выступлениям в ресторанах Флориды.